# Zuzenhausen
Zuzenhausen è un comune tedesco di 2 135 abitanti, situato nel land del Baden-Württemberg.